# The Original
«The Original» es la sexta canción del séptimo álbum de estudio de la banda estadounidense de rock alternativo, Incubus, de su álbum If Not Now, When?.

## Concepción y estilo musical
Esta canción surgió en una reunión improvisada entre todos los miembros de la banda, en la cual planearon realizar esta canción.
El estilo musical de esta canción es bastante cambiante, al principio tiene un sonido mucho más suave, y donde la voz de Boyd predomina por sobre los instrumentos, y en el último minuto la canción da un vuelco más agresivo, hacia un noise rock.